# Mas Martí (Bellver de Cerdanya)
El Mas Martí és una obra de Bellver de Cerdanya (Baixa Cerdanya) inclosa a l'Inventari del Patrimoni Arquitectònic de Catalunya.

## Descripció
Es tracta d'un conjunt d'edificacions d'origen rural, tal com indica el seu nom es tractava d'un mas típicament cerdà. Les seves independències han estat habilitades com a restaurant, tot manteniment d'una manera digna la tipologia original.

## Història
L'antic Mas Martí es troba molt proper a la urbanització "Verd Sol", zona residencial de nova creació destinada a l'estiueig i al turisme.